# 卡芦莫南
卡芦莫南（INN：carumonam）是一种单环内酰胺抗生素。它对β-内酰胺酶具有很强的抵抗力，这意味着细菌更难利用β-内酰胺酶进行分解。